# Odesa
 "Odessa" omdirigeres hertil. For andre betydninger af Odessa, se Odessa (flertydig).
Odesa eller Odessa (ukrainsk: Одеса, tr. Odesa, russisk: Одесса, tr. Odessa)  er en storby i den sydvestlige del af Ukraine. Byen er det administrative center i Odessa oblast og har 1.010.537 (2022) indbyggere. Det gør den til den tredjestørste by i Ukraine efter Kyiv og Kharkiv.
Odesa ligger ved Sortehavets nordkyst og er kendt som "Sortehavets Perle". Den er en vigtig havneby, hvor der ud over Odesa havn er en vigtig international olieterminal i forstaden Juzjne, og mod syd-vest ligger endnu en stor havn i byen Illitjivskij. Sammen udgør de et stort transportcenter med integrerede jernbaner. Odesas olieraffinaderi og kemiske forarbejdningsanlæg er forbundet til Ruslands og EUs netværk gennem strategiske rørledninger.
Mere end 100 nationaliteter kan kalde byen deres hjem, og sådan har det været altid, som man kan se på de mange forskellige gadeskilte, der fortæller en historie om de nationaliteter, der har boet i de forskellige områder i byen. Byens historiske arkitektur er mere i stil med Middelhavsområdets arkitektur end den typiske russiske. Arkitekturen har været stærkt påvirket af franske og italienske stilarter. Nogle bygninger er en blanding af forskellige stilarter, herunder Art nouveau, renæssance og klassicisme.
Odesa blev grundlagt i 1794 på stedet for den tidligere osmanniske by Khadzhybei. Det historiske centrum i Odesa blev i år 2023 medtaget på UNESCOs Verdensarvsliste. Allerede samtidig med udnævnelsen blev den sat på listen over verdensarvsområder i fare som følge af Ruslands invasion af Ukraine 2022.

## Navn
Der er for få eller ingen kildehenvisninger i dette afsnit, hvilket er et problem. Du kan hjælpe ved at angive troværdige kilder til de påstande, som fremføres.

### Etymologi
Byens nuværende navn optræder første gang i 1795. Oprindelsen af navnet Odesa er uklar, og der er flere bud på, hvordan byen har fået sit navn:
- Byen kan være blevet opkaldt efter den græsk-romerske koloni Odessos (oldgræsk: Ὀδησσός; latin: Odessus), som man på den tid antog havde ligget i området, selv om den faktisk lå ved nutidens by Varna i Bulgarien.[5][6] Dette ville svare til de øvrige navngivninger af byer i de områder langs den nordvestlige kyst af Sortehavet, som Rusland havde erobret i den russisk-tyrkiske krig fra 1787 til 1792, hvor byerne fik græske navne som del af den russiske kejserinde Katarina den Stores "Græske Projekt".
- Byen kan være blevet opkaldt efter den græske sagnhelt Odysseus, der ifølge en gammel legende besøgte området efter den den trojanske krig. Katarina den Store ønskede at give byen et feminint navn, så navnet på byen kom til at ende på "A".[8]
- Ifølge en alternativ forklaring kan navnet være afledt af det tyrkiske navn for området mellem floderne Dnestr og Dnepr, Jedisan, som betyder "syv flag" eller "syv titler" og stammer fra navnet på Jedisan-stammen, der var en af stammerne i Nogaj-horden.
- For at skabe grundlag for byen var det vigtigt at der var drikkevand i området. Da Joseph de Ribas modtog en rapport angående de vandgeologiske boringer, fortolkede han rapportens budskab som: "Assez d'eau" ("asse d'o") - "der er nok vand". Men kort tid efter viste det sig at være stik modsat. Ironisk efter at have læst rapporten igen, vendte han bogstaverne om - "Odessa". Og sådan fik byen sit navn.

### Nuværende ukrainsk stavning
Dette afsnit eller denne liste er kun påbegyndt. Hvis du ved mere om emnet, kan du hjælpe Wikipedia ved at tilføje mere.

Ukraine udskiftede i starten af 2000-tallet den oprindelige skrivemåde Одесса ud med Одеса, uden at at udtalen ændredes.

### Sprogversioner og transskription
Byens navn er forskelligt på de forskellige sprog, der bliver eller har været brugt i byen, blandt andet:
- ukrainsk: Одеса, tr. Odesa, ukrainsk udtale: [oˈdɛsɐ],  ( hør)
- russisk: Одесса, tr. Odessa, russisk udtale: [ɐˈdʲesə],  ( hør)
- jiddisch: אָדעס, tr. Odes
- græsk: Οδησσός, tr. Odessos

På dansk er stavemåden Odessa, der er en transskription af den russiske navneform, traditionelt blevet anvendt. Efter Ruslands invasion af Ukraine 2022 vandt stavemåden Odesa frem, idet mange ønskede at anvende en stavemåde, der afspejlede den ukrainske navneform.

### Kælenavne
Byen har flere kælenavne, blandt andet:
- Sortehavets Perle eller Perlen ved Havet – stammer fra den populære sang "Ах, Одесса, жемчужина у моря" ("Ah, Odesa, en perle ved havet") skrevet af den sovjetiske sangskriver Modest Tabatjnikov (ru), der var født i Odesa.
- Odessa Mama – stammer fra den russiske kriminelle blatnoj-subkultur.[10] Byens ry som et center for kriminalitet opstod i kejserrigets tid og den tidlige sovjetperiode og minder om omdømmet fra Al Capone-tidens Chicago.[11]
- Humorens Hovedstad – siden 1972 har Odesa været vært for den årlige festival for humor, Humorina. Af denne og andre grunde var Odesa kendt som humorens hovedstad i Sovjetunionen.
- Den Sydlige Hovedstad – en analogi til kælenavnet Den Nordlige Hovedstad for Sankt Petersborg.[12]
- Det Sydlige Palmyra – en analogi til kælenavnet Det Nordlige Palmyra for Sankt Petersborg, der henviser til byen Palmyra i Syrien, som var kendt for sin skønhed.

## Historie
Der er for få eller ingen kildehenvisninger i dette afsnit, hvilket er et problem. Du kan hjælpe ved at angive troværdige kilder til de påstande, som fremføres.

### Oldtiden
I oldtiden levede forskellige steppefolk i området såsom skyterne og sarmaterne samt den thrakiske stamme geterne. Hvor Odesa ligger i dag lå der senest fra midten af det 6. århundrede f.Kr. en græsk bosættelse (en nekropolis fra det 5.–3. århundrede f.Kr. har længe været kendt i området). Nogle forskere mener, at der har været tale om en handelsbosættelse etableret af den græske koloni Istros i Donau-deltaet, hvad der dog ikke har kunnet endeligt afgøres. Arkæologiske fund viser, at der har været omfattende forbindelser mellem Odesa-området og det østlige Middelhavsområde.

### Tidlige historie
Forgængeren for Odesa blev grundlagt af Haci I Giray, Khan af Krim, i 1440 og opkaldt efter ham: "Hacıbey/Khandzhibei". Efter en periode med litauisk kontrol gik området ind i domænet for den osmanniske sultan i 1529 og forblev på osmanniske hænder til det osmanniske riges nederlag i den Russisk-Tyrkiske krig (1787-1792). Ved Jassytraktaten i 1792 overgik området øst for Dnestr til Det Russiske Kejserrige.

### Under Det Russiske Kejserrige
Den russiske kejserinde Katarina den Store udstedte den 27. maj 1794 et dekret, om at der skulle bygges en by i de nyerobrede områder mod syd (Det Nye Rusland), på stedet for den tidligere osmanniske by. Den 2. september samme år begyndte byggeriet af byen under ledelse af dens første guvernør Joseph de Ribas, der sammen med militæringeniøren François Sainte de Wollant skabte grundlaget for den videre udvikling. Allerede første år flyttede ca. 2.300 mennesker til området. Den 6. december 1796 døde Katarina den Store, og byens udvikling gik i stå, da hendes søn Paul 1. af Rusland ophævede sin mors dekret om opbygning af byen.
Byen gik ind i en gylden periode, da Alexander 1. af Rusland overtog tronen i 1801. Fra 1819 til 1858 var Odesa en frihavn. I 1800-tallet var byen den fjerdestørste by i det Russiske Kejserrige, efter Moskva, Sankt Petersborg og Warszawa.

### Under Sovjetunionen
Under det sovjetiske styre var den en af de vigtigste havne for handel med Sovjetunionen og samtidig flådebase. I år 2000 blev byen atter frihavn for en periode på 25 år.

#### 2. verdenskrig
22. juni 1941 begyndte "Operation Barbarossa" - Rumæniens og Nazi-Tysklands invasion af Sovjetunionen. Én måned senere begyndte et tungt og vedvarende bombardement af byen og havnen fra søsiden. Den 5. august 1941 nåede den rumænske 4. arme og den tyske 11. arme forstæderne til Odesa. I 73 dage udkæmpede den sovjetiske 9. arme og Sortehavsflåden en ulige kamp mod en stærkere og mere kampvant modstander.
Natten mellem 14. og 15. oktober evakuerede Sortehavsflåden ca. 350.000 sovjetiske soldater og civile til Sevastopol på Krim. I fjerde forsøg, den 16. oktober 1941 var den sidste modstand nedkæmpet, og Nazi-Tyskland og deres rumænske allierede besatte byen.
Tabstal: 93.000 rumænske og tyske soldater dræbt mod 41.000 - 60.000 sovjetiske soldater dræbt.
Før besættelsen var der ca. 180.000 jøder i byen, men da byen blev besat, var halvdelen flygtet.
Den 22. oktober sprang en bombe i den Rumænske Hærs Hovedkvarter, og dræbte over 100 officerer, underofficerer og soldater - herunder General Ioan Glogojeanu. Sovjetiske partisaner stod bag sprængningen. Jøder og kommunister blev anklaget, allerede samme aften begynde repressalierne, og næste dag ved middagstid var 5.000 indfanget og skudt - de fleste jøder. Allerede om morgenen den 23. oktober var 22.500 personer blevet hentet og indespærret i 9 lagerbygninger ved havnen, 15 km uden for byen. Nogle blev skudt, mens resten blev brændt levende i lagerbygninger, der blev overhældt med benzin og efterfølgende antændt. Kun en 13 årig dreng overlevede, Mikhail Zaslavskijj, der endnu i 2017 levede som 89 årig.
(Den Rumænske stat ignorerer denne episode og mange rumænere er i dag uvidende om den. Den daværende, øverste ansvarlige Ion Antonescu anses derimod stadig som en rumænsk nationalhelt)
Modstandskampen fortsatte fra byens katakomber, hvor partisankrigerne holdt til.
Odesa blev befriet af sovjetiske tropper den 10. april 1944.
I 1945 blev Odesa udråbt til sovjetisk Helteby.

### Under Ukraine
Ved Sovjetunionens opløsning i 1991 blev Odesa en del af den uafhængige stat Ukraine. Ved folkeafstemningen om Ukraines uafhængighed den 1. december 1991 stemte 75,01% af vælgerne i Odessa oblast for Ukraines uafhængighed (med en stemmeprocent på 85.38%).

## Geografi

### Topografi
Odesa ligger i Sortehavslavlandet i det sydlige Ukraine, der som en del af den større Østeuropæiske Slette gradvist skråner ned mod Sortehavet og det Azovske Hav. Byen ligger på den nordvestlige kyst af Sortehavet langs den sydvestlige kyst af Odesa-bugten og ca. 40 km nord for floden Dnestrs udmunding i Sortehavet. Odesa ligger ca. 180 km nordvest for halvøen Krim og ca. 440 km syd for Ukraines hovedstad Kyiv. Statsgrænsen til Moldova løber blot ca. 40 km vest for byen.
Byen ligger på et plateau, der flere steder er gennemskåret af dybe vandrender (balki) og langs kysten falder stejlt ca. 30 meter ned mod havet. Fra byen kan havnen nås ved hjælp af trapper. Byens gennemsnitlige højde er på omkring 50 meter og den maksimale højde er 65 meter over havets overflade.

### Klima
Vejret i Odesa er præget af et mildt og moderat klima med betydelige nedbørsmængder hele året.
| Vejr for Odesa                  | Vejr for Odesa | Vejr for Odesa | Vejr for Odesa | Vejr for Odesa | Vejr for Odesa | Vejr for Odesa | Vejr for Odesa | Vejr for Odesa | Vejr for Odesa | Vejr for Odesa | Vejr for Odesa | Vejr for Odesa | Vejr for Odesa |
|                                 | Jan            | Feb            | Mar            | Apr            | Maj            | Jun            | Jul            | Aug            | Sep            | Okt            | Nov            | Dec            | År             |
| ------------------------------- | -------------- | -------------- | -------------- | -------------- | -------------- | -------------- | -------------- | -------------- | -------------- | -------------- | -------------- | -------------- | -------------- |
| Gennemsnitlig maks °C           | 2,2            | 2,7            | 6,6            | 13             | 19,5           | 24             | 27             | 26,5           | 21             | 15             | 8,4            | 3,7            | 14,1           |
| Gennemsnitlig min °C            | −2,8           | −2,6           | 1              | 6,6            | 12,1           | 16,3           | 18,5           | 18,2           | 13,5           | 8,6            | 3,2            | −1,2           | 7,6            |
| Gennemsnitlig nedbør mm         | 35             | 37             | 32             | 27             | 36             | 49             | 47             | 39             | 41             | 35             | 41             | 35             | 454            |
| Kilde (20. april 2017): TurVejr |                |                |                |                |                |                |                |                |                |                |                |                |                |

## Demografi

### Befolkningsudvikling
Odesa har et beregnet indbyggertal på 1.010.537 (2022) indbyggere. Ved den seneste (og hidtil eneste) folketælling i Ukraine i 2001 havde byen et indbyggertal på 1.029.049 indbyggere.
| 1897    | 1923    | 1926    | 1939    | 1959    | 1970    | 1979      | 1989      | 2001      | 2019      | 2022      |
| ------- | ------- | ------- | ------- | ------- | ------- | --------- | --------- | --------- | --------- | --------- |
| 403.815 | 314.840 | 411.416 | 604.217 | 667.182 | 891.546 | 1.046.133 | 1.115.371 | 1.029.049 | 1.009.204 | 1.010.537 |

### Befolkningssammensætning
Ukrainerne udgør flertallet af indbyggerne, men der er også et stort etnisk russisk mindretal. På trods af det ukrainske sprogs stigende status er det primære sprog der tales i byen fortsat russisk. Selv blandt den etnisk ukrainske befolkning i byen er russisk det mest udbredte og forståede sprog. Ukrainsk bliver primært anvendt til officielle forretninger og i interregional handel.
Byen er også hjemsted for en række andre nationaliteter og etniske minoritetsgrupper: albanere, armeniere, aserbajdsjanere, Krim-tatarer, bulgarere, gagausere, georgiere, grækere, jøder, rumænere, tyrkere mv. 
Indtil begyndelsen af 1940'erne havde byen en stor jødisk befolkning. Som resultat af nazistiske og rumænske pogromer og massedeportation til udryddelseslejre under 2. verdenskrig faldt antallet betydeligt. Siden 1970'erne emigrerede hovedparten af den resterende jødiske befolkning til Israel og andre lande. I 2000-tallet  steg den jødiske andel af byens befolkning på ny, dels ved tilvandring fra andre dele af det tidligere Sovjetunionen, dels ved at udvandrere og deres efterkommere vendte tilbage fra især Israel, og flere forskellige jødiske trosretninger, f. eks. messiansk jødedom, er repræsenteret i Odesa. Byens moderne jødiske befolkning er typisk russisktalende.

## Politik og administration
Odesa er hovedby i Odessa oblast, en af Ukraines 24 oblaster (regioner). Den er også administrativt centrum i Odessa rajon (distrikt), som blev udvidet ved den administrative reform i Ukraine i 2020.. I 2020 blev selve byens administration også samlet i den nye Odessa byhromada (bykommune) (ukrainsk: Одеська міська громада, tr. Odeska miska hromada). Byens nuværende borgmester er Gennadij Trukhanov.
Byen er inddelt i fire rajoner (distrikter eller bydele) med et vist politisk selvstyre.

## Byens gågade
Deribasivskagaden ukrainsk: Вулиця Дерібасівська, russisk: Дерибасовская улица er gågaden i hjertet af byen. Den er opkaldt efter Josep de Ribas, der var byens første borgmester, som hjalp med at opbygge byen og boede i gaden.
Gaden blev lukket for biltrafik og forvandlet til en gågade i foråret 1984. Før kørte bilerne her og busruterne 1 og 2, som fik omlagt ruterne til de omkringliggende gader.
Gågaden er en af de vigtigste attraktioner i byen. Den er brolagt og har talrige cafeer og butikker.
Deribasivskagaden hed Gimnazskayagade efter den gymnastiksal, der åbnede den 16. april 1804. Gaden blev omdøbt den 6. juli 1811 til Deribasivska eller de Ribas. I de første år af det bolsjevikiske styre (1920 - 1938) blev gaden opkaldt efter den tyske socialist Ferdinand Lassalle. I 1938 døde testpiloten Tjkalov, og gaden blev opkaldt efter ham. Under den rumænske besættelse i 1941 fik den igen sit nuværende navn.
Byparken eller Miskij sad er af de mest berømte parker i Odesa. Parken blev anlagt i 1803 af Felix de Ribas (bror til grundlæggeren af Odesa, José de Ribas) på en grund, han ejede. Da Felix de Ribas ikke længere var i stand til at betale til parkens vedligeholdelse, besluttede han at give parken til befolkningen i Odesa. Overdragelsen af ejendomsretten fandt sted den 10. november 1806. I dag er der i parken en musikpavillon og udendørsteater om sommeren. Derudover er der en række skulpturer samt et musikalsk springvand, hvor vandet er computerstyret for at passe til musikken, der bliver spillet.

## Humordag
Hvert år den 1. april afholdes der humor-festival med optog, der starter fra Deribasivskagaden, går videre gennem byens centrum og slutter ved byens hovedbanegård. Klokken 22:00 afsluttes festivalen med fyrværkeri. Byens centrum er pakket med titusinder af tilskuere og deltagere, der er klædt i sjove kostumer. Humordagen tiltrækker mange turister.

## Seværdigheder
- Arcadia
- Jekateriniskayapladsen
- Katakomberne
- Operahuset
- Potemkintrappen
- Pushkinskayagaden
- Sobornayakatedralen og -pladsen
- Vorantsovs Palads og Kollonaden
- Væg-huset

## Galleri
- Arcadia strand ved Odesa, omkring 1900
- Vorontsov Fyrtårnet
- Statue af Hertugen af Richelieu
- Odesa Opera og Ballet Teater
- Prymorskyj Boulevarden
- Skt. Elias klostret
- Byparken